# Gerhard Wächter

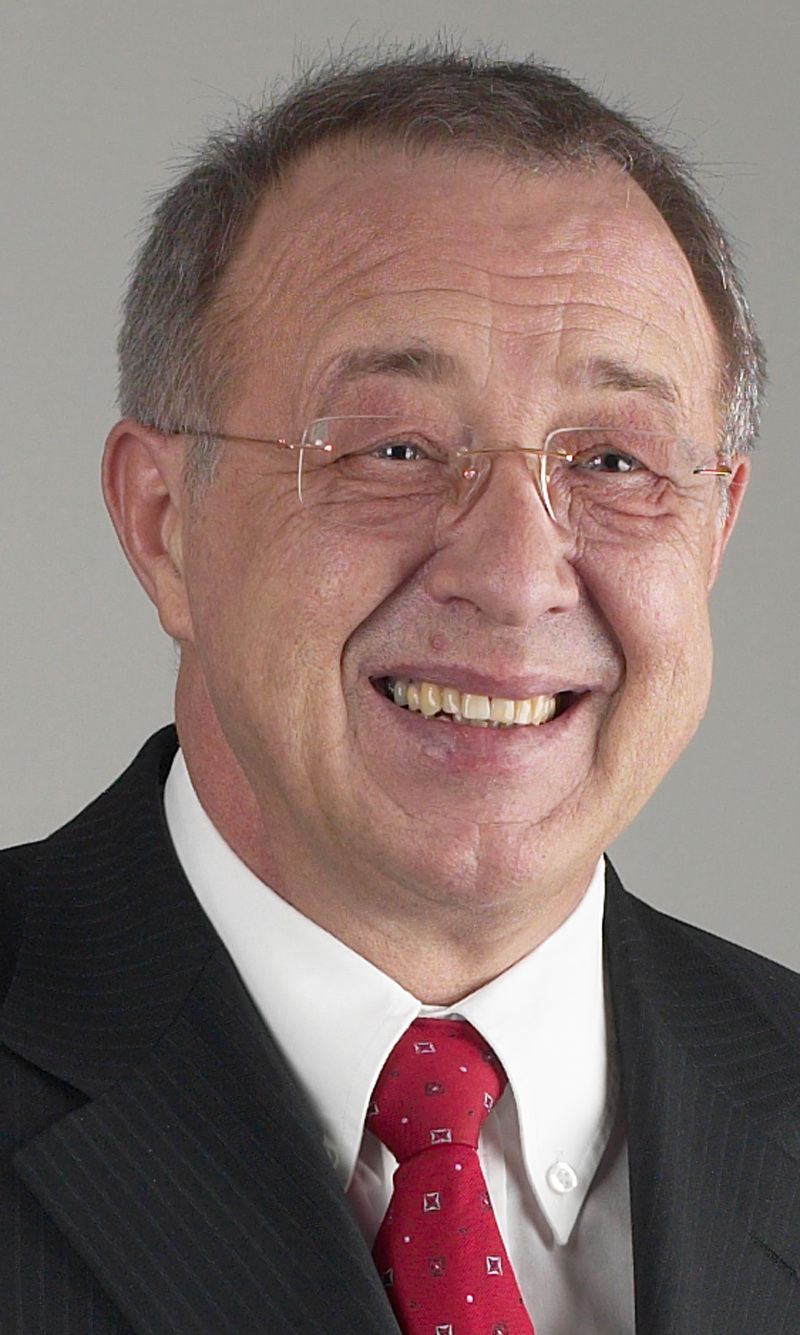
Gerhard Wächter

Gerhard Wächter (* 11. August 1946 in Helmern; † 19. Februar 2022) war ein deutscher Politiker (CDU).

## Leben und Beruf
Nach dem Abitur 1966 leistete Wächter von 1967 bis 1968 seinen Wehrdienst ab und absolvierte anschließend ein Studium der Volkswirtschaftslehre an der Westfälischen Wilhelms-Universität in Münster, das er 1974 als Diplom-Volkswirt beendete. Anschließend leitete er von 1975 bis 1990 das Referat für Wirtschafts- und Sozialpolitik an der Katholischen Landvolkshochschule „Anton Heinen“ Hardehausen.
Gerhard Wächter war verheiratet und Vater zweier Kinder.

## Partei
Wächter trat 1971 in die CDU ein und gehörte ab 1981 dem Vorstand des CDU-Kreisverbandes Paderborn sowie ab 1990 dem Vorstand des CDU-Bezirksverbandes Ostwestfalen-Lippe an. Von 1996 bis 2000 war er Vorsitzender des Bezirks Ostwestfalen-Lippe der Kommunalpolitischen Vereinigung (KPV) der CDU und von 2000 bis 2006 Vorsitzender des CDU-Kreisverbandes Paderborn.

## Abgeordneter
Wächter gehörte von 1984 bis 2002 dem Kreistag des Kreises Paderborn und von 1989 bis 1990 dem Rat der Stadt Bad Wünnenberg an. Im Kreistag war er von 1997 bis 2002 Vorsitzender der CDU-Kreistagsfraktion. 
Von 1990 bis 2002 war er Mitglied des Landtages von Nordrhein-Westfalen, wo er von 1995 bis 2000 stellvertretender Vorsitzender des Verkehrsausschusses und von 2000 bis 2002 verkehrspolitischer Sprecher der CDU-Landtagsfraktion war. Von 1997 bis 2002 gehörte Wächter auch dem CDU-Fraktionsvorstand an.
Von 2002 bis 2009 war er Mitglied des Deutschen Bundestages. Bei der Bundestagswahl 2009 trat Wächter nicht erneut an.
Gerhard Wächter zog stets als direkt gewählter Abgeordneter des Wahlkreises Paderborn in den Bundestag ein. Bei der Bundestagswahl 2005 erreichte er hier 54,9 % der Erststimmen. Im Gegensatz zu seinen bekannten Vorgängern Rainer Barzel und Friedhelm Ost und seinem Nachfolger Carsten Linnemann war Wächter im deutschen Bundestag allerdings nur Hinterbänkler.